# Лак (регион)
Лак (фр. Lac — озеро, араб. البحيرة‎) — регион в Республике Чад. Своё название он получил от озера Чад, занимающего значительную часть его площади. Административный центр — город Бол. Площадь — 23 000 км², население — 451 369 человек (2009 год).

## География
Регион Лак расположен на крайнем западе Чада. Территориально Лак соответствует прежней префектуре Лак. На севере граничит с регионом Канем, на юге с регионом Хаджер-Ламис. С запада и юго-запада простирается озеро Чад; здесь смыкаются государственные границы Чада с Нигером, Нигерией и Камеруном.

## Население
Наиболее крупные этносы, населяющие регион — канембу (66 % от общего числа жителей) и будума (18 %).

## Административное деление
В административном отношении Лак разделён на 2 департамента: Мамди (состоит из 5 супрефектур: Бол, Бага-Сола, Дабуа, Кангалом и Лива) и Вайи (3 подпрефектуры: Нгури, Дум-Дум и Кулудия).

## Населённые пункты
- Гум
- Каалом
- Карага
- Картчия
- Кискава
- Кудугу
- Курлом
- Маяла
- Меди-Кура
- Нгелеа
- Чингам